# Ashikaga Yoshimi
Ashikaga Yoshimi est un nom japonais traditionnel ; le nom de famille (ou le nom d'école), Ashikaga, précède donc le prénom (ou le nom d'artiste).
Ashikaga Yoshimi (足利 義視, 3 mars 1439 - 15 février 1491) est le frère du shogun Ashikaga Yoshimasa et rival pour sa succession dans un conflit à l'origine de la guerre d'Ōnin.

## Biographie
Ashikaga Yoshimi est l'abbé d'un monastère du bouddhisme jōdo quand il est approché par Hosokawa Katsumoto qui souhaite soutenir sa candidature pour que Yoshimi devienne shogun. Celui-ci souhaite dans un premier temps s'en tenir à sa vie religieuse et n'a aucun désir de devenir shogun. Cependant, en 1464, il est convaincu de rejoindre son frère le shogun et de l'aider, et se met ainsi en position pour être le prochain dans la ligne de succession. La naissance du fils du shogun place Yoshimi dans une situation délicate, ce qui rend sa succession indécise mais il est reste comme adjoint de Yoshimasa.
Bien que Yoshimi est soutenu par Hosokawa, c'est Yamana Sōzen, adversaire de Hosokawa, qui demeure dans le manoir de Yoshimi pendant un certain temps et qui assiste en mars 1467 à une cérémonie honorant le shogun et son frère. Hosokawa n'y assiste pas car il se prépare pour la guerre imminente entre lui et Yamana, qui soutient la succession d'Ashikaga Yoshihisa, le fils du shogun.
Après les premières batailles entre Hosokawa et Yamana dans la capitale (Kyoto), la guerre d'Ōnin se transforme en une guerre entre Yoshimi et son frère le shogun. À la suite d'une complexe succession d'événements, Yoshimi devient l'un des généraux en chef de Yamana, déclaré « rebelle » par l'empereur Go-Tsuchimikado et déchu de son rang de cour. Cette même année 1469, le shogun nomme officiellement son fils comme son héritier.
Yamana et Hosokawa meurent tous deux peu de temps après en 1473 puis la guerre d'Ōnin prend fin et les aspirations politiques de Yoshimi avec. Ce dernier meurt quelques années plus tard, le 15 février 1491.

## Source de la traduction
- (en) Cet article est partiellement ou en totalité issu de l’article de Wikipédia en anglais intitulé « Ashikaga Yoshimi » (voir la liste des auteurs).